# Nereis villosa
Nereis villosa är en ringmaskart som beskrevs av Dalyell 1853. Nereis villosa ingår i släktet Nereis och familjen Nereididae. Inga underarter finns listade i Catalogue of Life.